# Joaquín de la Cantolla y Rico
Joaquín de la Cantolla y Rico (Ciudad de México, 25 de junio de 1829-20 de marzo de 1914) fue un telegrafista mexicano, pionero en la construcción de  globos aerostáticos.

## Biografía
Joaquín de la Cantolla nació en Ciudad de México en 1829 hijo de Juan de la Cantolla, español de Liérganes, Cantabria, y de Soledad Rico. 
Tras cursar los estudios básicos, ingresó en el Colegio Militar en el Castillo de Chapultepec. Participó en la defensa del castillo durante la invasión americana, y no llegó a graduarse. 
Un accidente con pólvora le retiró del servicio militar, ya que perdió un ojo. Posteriormente trabajó en Telégrafos Nacionales.

## Contacto con la aerostática
De la Cantolla tenía una pasión por volar, inspirado por los globos de los hermanos Montgolfier y el vuelo del guanajuatense Benito León Acosta en 1844 en Morelia. Cantolla fundó la Empresa Aerostática de México y en el año 1862 solicitó apoyo del gobierno para realizar ensayos personales sobre aerostatos de dirección.
En 1862, los hermanos Wilson estaban haciendo una ruta por México presentando su globo aerostático y ofreciendo viajes al pueblo. Fascinado por la posibilidad de elevarse, Joaquín se acercó a ellos y aprendió todo lo posible sobre la construcción de globos y su pilotaje.
El 26 de junio de 1863, el señor De la Cantolla anunció una ascensión en globo en honor de los generales Juan Nepomuceno Almonte y Leonardo Márquez, amigos de la familia, que tuvo lugar en la Plaza de Toros del Paseo Nuevo, hoy desaparecida.
El éxito de la experiencia convertiría a sus globos en un elemento básico de las fiestas populares de México, bien para asombro bien para diversión de sus conciudadanos.
Don Joaquín se convirtió en una celebridad y hasta recibió de manos del emperador Maximiliano unas mancuernillas de oro (yugos), por sus hazañas en el aire. Para todos sus ascensos se vestía de charro o de levita y sombrero de copa, y portaba la bandera nacional.

## Investigaciones y desarrollo
Según lo aprendido de los hermanos Wilson, los globos de De la Cantolla eran de manta inglesa cortada y cosida.
De la Cantolla inventó un sistema regulador de la llama de alcohol para graduar el ascenso y el descenso del globo para mejora la alimentación con aire caliente. 
El invento fue analizado por expertos y probado con éxito el 22 de octubre de 1877 en el patio de la Escuela de Ingenieros del Colegio de Minería.

## Accidentes
Durante su vida sufrió varios accidentes. 
En una ocasión, sobrevolaba Ciudad de México cuando una bajada de aire caliente precipitó el globo contra el tragaluz de una residencia de la calle Salto del agua, atravesando el techo. La familia una vez superado el susto le golpeó repetidamente.
El 10 de noviembre de 1863, mientras ultimaba los preparativos para una ascensión desde la Plaza de Armas, contó con la colaboración de un espectador, el sastre Avilés, para sostener una de las amarras. Al elevarse el globo, el sastre fue detrás con la amarra atada a la pierna y cayó al vacío sobre el Palacio Nacional, muriendo.

## Último vuelo

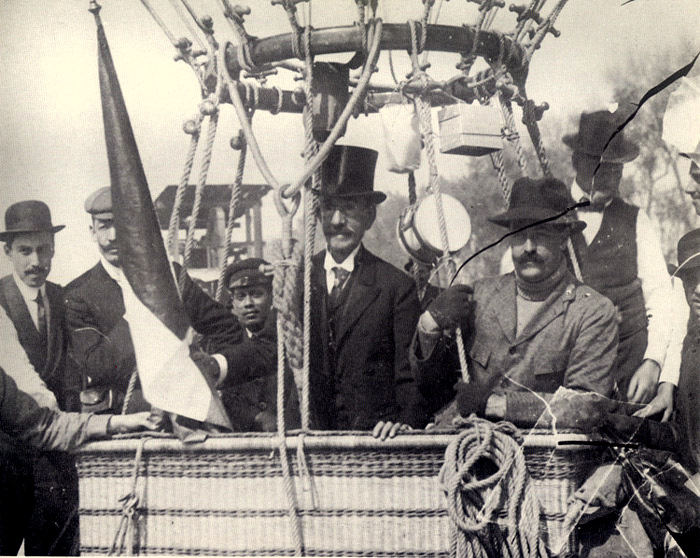
Alberto Braniff (á derecho) y Joaquín de la Cantolla y Rico (en el centro) en un globo aerostático

En 1914, Alberto Braniff, el primer mexicano en volar en aeroplano en 1908, había importado de Francia un globo de seis plazas y un experto, Julio Dubois para manejarlo, e invitó a De la Cantolla a un vuelo de prueba. 
Tras ascender a gran altura, un golpe de aire redirigió el globo hacia el Valle del Chalco, zona regida por las fuerzas zapatistas del general Genovevo de la O, que intentaron bajar el globo a balazos. La intervención del ejército impidió un daño mayor pero el susto fue demasiado para Joaquín De la Cantolla, que sufrió un derrame cerebral al regresar a su casa y falleció a los pocos días.

## Globos
De la Cantolla construyó varios globos para sus paseos por México.

### Moctezuma I
Fue su primer globo. La tela usada era parchada.

### Moctezuma II
Construido tras el éxito de Moctezuma 1, los retales eran blancos, verdes y rojos como la bandera mexicana. Tenía un tamaño similar.
Este es el globo que se representó en el mural "La conquista del aire por el hombre" de Juan O'Gorman, en el Aeropuerto Internacional de la Ciudad de México.  En este mural aparece la frase "Viva Cantoya", con falta de ortografía, ya que lo correcto es "Cantolla".

### Vulcano
El globo más grande se llamaba “Vulcano”. Hinchado medía unos 20 metros. A mitad de la tela tenía un adorno de tela roja con flecos dorados y cuatro águilas imperiales pintadas.
El deterioro del globo causado por el paso del tiempo y los intentos de su hermano Antonio fueron malos por quemarlo, quien se oponía a su afición, hicieron que las autoridades le denegaran seguir volando.

### Globos de Cantolla
En algún momento de su vida, Joaquín Cantolla  diseñó globos  construyéndolos de pequeño tamaño con papel. Estos globos se soltaban por cientos en fiestas populares, son de un tamaño muy pequeño sin la posibilidad de ser tripulados.

## De la Cantolla en la cultura popular
- En Milpa Alta, Distrito Federal (hoy Ciudad de México) se organiza un concurso anual de globos bajo el nombre “Globos de Cantolla”.
- En algunas poblaciones, como Uriangato, se mantiene la tradición de los Globos de Cantolla.
- En Paracho, Michoacán, cada año a finales de julio se celebra el concurso de Globos de Cantolla, hechos con papel china y la categoría va relacionada con la cantidad de pliegos que se utilicen para cada uno.
- En Cuba, algo que se infla más allá de lo razonable y termina explotando estruendosamente, como las burbujas creadas por la especulación se conocen como “globos de Cantolla”.[5]
- Se le dedicaron dos corridos: “La gran ascensión” y “Corrido de Cantolla”.[6]
- Cantolla aparece en el mural Sueño de una tarde dominical en la alameda central de Diego Rivera. También aparece en el mural "La conquista del aire por el hombre" de Juan O'Gorman, en el Aeropuerto Benito Juárez de la Ciudad de México.
- Las peripecias de Cantolla fueron recogidas por el productor y director Salvador Toscano en un documental de 1899.
- En 1944, se estrenó una película sobre su vida y obra, El globo de Cantolla de José Cibrián con Ernesto Alonso.  En esta película se le presenta como científico loco y excéntrico, sin que haya fundamento histórico para esa caracterización.
- En 1974, en el programa televisivo infantil mexicano El Chavo del Ocho, Don Ramón mencionan que hacia 1910 su abuela voló en un globo con Cantolla.[7]
- En 2008 se publica el libro Insólita ilusión, insólita certeza de Lolita Bosch basado en La maravillosa leyenda del intrépido aeronauta Don Joaquín de la Cantolla y Rico.[8]